# Gewichtsklassen (Mixed Martial Arts)
Im Mixed Martial Arts („Gemischte Kampfkünste“; kurz MMA) wird zwischen mehreren Gewichtsklassen unterschieden.

## Einheitliches Regelwerk der Mixed Martial Arts
Vor der staatliche Sanktionierung waren Gewichtsklassen nicht verpflichtend in dieser Kampfsportart, da die Wettbewerbe ohne die Genehmigung der Sportkommissionen durchgeführt werden konnten. Zum Beispiel stellte die Ultimate Fighting Championship 1997 während dem UFC 12 Event zwei Gewichtsklassen vor: Das Schwergewicht, für alle Kämpfer über 200 Pfund (91 kg) und das Leichtgewicht, für alle Kämpfer unter 200 Pfund.
Seitdem untergingen die Gewichtsklassen viele Änderungen, aber die Fähigkeit einzelner Firmen autonom eigene Gewichtsklassen zu erstellen, verschwand, nachdem Sportkommissionen die Aufsicht mehr und mehr übernahmen. 
Das Unified Rules genannte einheitliche Regelwerk des Mixed Martial Arts wurde im Jahr 2000 von der New Jersey State Athletic Commission verfasst. Die California State Athletic Commission hatte umfassend an der Regulierung gearbeitet, aber ihre Sanktionierung der MMA wurde nicht umgesetzt, aufgrund von Problemen mit den staatlichen Behörden im Zusammenhang mit dem Verfahren. Kalifornien hat Mixed Martial Arts am 28. Dezember 2005 offiziell sanktioniert und dabei das Regelwerk verwendet, das es fünf Jahre zuvor mitentwickelt hatte.
Seitdem haben alle staatlichen Kommissionen in den Vereinigten Staaten, die gemischte Kampfsportarten regulieren, diese Regeln in ihre bestehenden Regeln für unbewaffnete Kämpfe aufgenommen, um Einheitlichkeit zu schaffen. Damit eine Promotion von Mixed-Martial-Arts-Veranstaltungen an einem staatlich genehmigten Veranstaltungsort abgehalten werden kann, muss sie sich an das Regelwerk der staatlichen Sportkommission für Gewichtsgrenzen halten.
Die Unified Rules legen die Limits für vierzehn verschiedene Gewichtsklassen im Mixed Martial Arts fest, alle Definitionen und Maße sind in Pfund angegeben. Die Strohgewichtsklasse wurde 2015 hinzugefügt. Die Klassen Superleichtgewicht, Superweltergewicht, Supermittelgewicht und Cruisergewicht wurden im Juli 2017 hinzugefügt.
| Klasse             | Gewichtsobergrenze | Gewichtsobergrenze |
| Klasse             | in Pfund           | in kg              |
| ------------------ | ------------------ | ------------------ |
| Strohgewicht       | 115 lbs            | 52,2 kg            |
| Fliegengewicht     | 125 lbs            | 56,7 kg            |
| Bantamgewicht      | 135 lbs            | 61,2 kg            |
| Federgewicht       | 145 lbs            | 65,8 kg            |
| Leichtgewicht      | 155 lbs            | 70,3 kg            |
| Superleichtgewicht | 165 lbs            | 74,8 kg            |
| Weltergewicht      | 170 lbs            | 77,1 kg            |
| Superweltergewicht | 175 lbs            | 79,4 kg            |
| Mittelgewicht      | 185 lbs            | 83,9 kg            |
| Supermittelgewicht | 195 lbs            | 88,5 kg            |
| Halbschwergewicht  | 205 lbs            | 93,0 kg            |
| Cruisergewicht     | 225 lbs            | 102,1 kg           |
| Schwergewicht      | 265 lbs            | 120,2 kg           |
| Superschwergewicht | >265 lbs           | >120,2 kg          |

## Außerhalb der Vereinigten Staaten
Da es keine staatlichen oder behördlichen Gesetze über Gewichtsklassenbeschränkungen gibt, steht es den Organisationen in anderen Ländern frei, Kämpfe ohne Rücksicht auf Gewichtsunterschiede anzusetzen. Aufgrund des zunehmend wettbewerbsorientierten und internationalen Charakters des Sports wurden die Gewichtsgrenzen von den Verbänden, in der Regel in Übereinstimmung mit den Unified Rules festgelegt, da die Beibehaltung von Standard-Gewichtsklassen als fair und einheitlich für alle Teilnehmer angesehen wird.

## Frauen
Die Gewichtsklassen im Frauen Mixed Martial Arts folgen meist den Grenzen der Unified Rules, aber die Organisationen, die Frauenmeisterschaften anerkennen, haben in der Regel nur Titel am unteren Ende der Gewichtstabelle. Die Ultimate Fighting Championship beispielsweise erkennt Frauenmeisterschaften im Strohgewicht, Fliegengewicht, Bantamgewicht und Federgewicht an. Einige Organisationen, die Frauenmeisterschaften anerkennen, führen auch einen separaten Titel im Atomgewicht mit einem Limit von 105 Pfund (48 kg).